# 1938年八路军编制序列
1938年八路军编制序列，为列举1938年冬国民革命军第八路军的编制序列。
根据国共两党达成的协议，1937年8月，中国工农红军主力改编为国民革命军第八路军，简称八路军，团结抗日。该部队仍归属中共中央军事委员会直接领导与指挥。同年9月11日，按照全国抗一的战斗序列，又称为第18集团军，总司令为朱德，副总司令为彭德怀。但对内仍称八路军。
八路军自建制以来逐步进行扩编，至1938年12月，其下属已经包括115师、山东纵队、120师、129师、晋察冀军区、陕甘宁留守兵团。总兵力为156700人。

## 背景
1937年9月，八路军总部及115师、120师、129师进入山西后，即参加与日军的正面交战。虽然平型关战役获得胜利，然而此后仍与第二战区的国民革命军友军接连在忻口战役失利。于此同时，八路军决定在日军战略区创建抗日根据地，并划分出晋察冀军区（平绥路以南、同蒲路以东、正太路以北、平汉路以西），由聂荣臻为军区司令员兼政治委员；晋绥察军区（在晋西、察西、绥东成立）；晋冀豫军区（正太路以南、同蒲路以东、平汉路以西、黄河以北）以及晋西南军区。太原会战前期，八路军已经率主力115师、129师南调，到和顺县石拐镇，并建立晋察冀军区。11月，太原失守。115师除聂荣臻一部留晋察冀创建根据地外，主力转移至汾河流域和晋南，并留一部在太行山，配合129师在晋东南创建根据地。120师仍在晋西北同蒲路北段活动，并化整为零改为游击战。

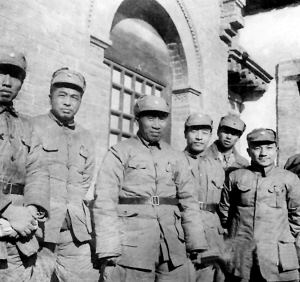
1938年，山西洪洞县马牧村八路军总部合影，自左起分别为左权、彭德怀、朱德、彭雪枫、萧克、邓小平

日军在占领太原后，开始对部署于山西农村地区的八路军进行围剿。期间，120师发动晋西北七城战役、115师发动广阳战斗、129师发动神头岭战斗。聂荣臻领导的晋察冀军区并成立晋察冀边区政府，所辖县发展到30余。1938年，战局继续恶化，八路军总部、120师、129师、115师陆续南撤。同年4月，毛泽东指示部队可以进入河北、山东。之后朱德命129师主力与115师344旅迅速向河北南部、河南北部前进，而115师主力则从晋西南调向山东，与12月山东各地起义组成的山东纵队会师。
1938年11月中共六届六中全会闭幕后，党政军机构大调整。938年12月，中央军委决定成立八路军前方指挥部，简称“前指”、“前方总部”或“总司令部”，设立于晋东南。

## 总部
- 总指挥：朱德（1940年5月回延安）、副总司令：彭德怀
- 参谋长：叶剑英（在国统区）、副参谋长左权（兼前指参谋长）/1942年8月25日抗大总校副校长兼副政委滕代远继任八路军副参谋长兼前指参谋长
- 政治部主任：军委总政治部主任王稼祥兼（在延安）
- 秘书长：朱光
- 参谋处：
  - 第一科科长罗舜初、副科长王政柱
  - 第三科科长李寿轩

机要科长孙开楚
- 野战政治部：主任傅钟（1940年5月回延安）/1940年5月25日抗大总校副校长兼教育长罗瑞卿继任，副主任陆定一（1940年底回延安）
  - 组织部长方强
  - 宣教部长陆定一
  - 锄奸部长杨奇清
  - 民运部长黄镇
  - 敌工部长蔡乾
  - 总务处长青中兴
  - 军法处长方强
- 供给部：部长周玉成
- 卫生部：部长姜齐贤、政治委员易秀湘
- 特务团：团长尹先炳、政治委员李治明、政治处主任黄德胜
- 炮兵团：团长武亭、政治委员邱创成、参谋长匡裕民、政治处主任袁光

## 第115师
1938年3月，115师师长林彪因被友军误伤，离职休养，而师长暂由陈光代任。1938年2月18日，第343旅由正太路北调往山西东南，归129师指挥。同年10月，115师组建东进抗日挺进纵队。同年12月，组建独立支队。
师长林彪（陈光代任）、参谋长周昆、政治委员兼政治部主任罗荣桓、副主任黄励、参谋处长王秉璋、供给部长邝任农。

### 344旅
344旅：旅长徐海东（杨得志代任）、政治委员黄克诚、副旅长杨得志、参谋长卢绍武、政治部主任崔田民、副主任谭甫仁
- 687团：团长田守尧、政治委员吴信泉、政治处主任李雪三
- 688团：团长韦杰、政治部主任刘昌恒
- 689团：团长韩先楚、政治委员康志强、政治处主任黄惠良
- 独立团：团长刘震、政治部主任高农斧
- 特务团
- 挺进纵队：队长覃健、政治委员常玉清

### 东进抗日挺进纵队

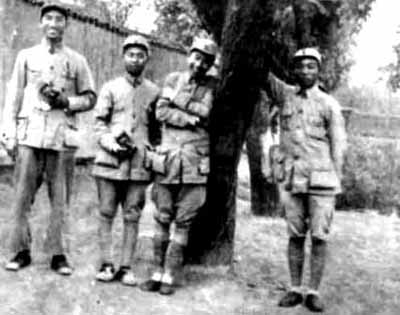
115师东进抗日挺进纵队负责人在河北南宫的合影，左起为徐向前、符竹庭、宋任穷、肖华

1938年10月，115师组建东进抗日挺进纵队，开始进入山东。司令员兼政治委员萧华、副司令员许世友、参谋长邓克明、政治部主任符竹庭。
- 第五支队：支队长曾国华、政治委员王旭坤、参谋长刘正、政治部主任刘贤权
  - 第四团：团长禇连三、政治委员朱挺宪
  - 第五团：团长龙书金、政治委员曾庆洪
  - 第六团：团长张策平、政治委员赖国清、政治部主任闫玉森

- 第六支队：支队长邢仁甫、副支队长冯鼎平、政治委员周贯五、参谋长程政杰、政治部主任王辉球
  - 第七团：团长李子英、政治委员崔月楠
  - 第八团：团长杨柳新、政治委员陈德
  - 第九团：团长杨铮侯

- 津浦支队：支队长孙继先、政治委员潘寿才

### 师属其他部队
- 独立支队：支队长陈士榘、政治委员林枫、副支队长黄骅、政治部主任王麓水
  - 第一团：团长刘德明、政治委员王麓水、参谋长蔡正国
  - 第二团：团长杨尚儒、政治委员马佩勋、参谋长何以祥

- 686团：团长兼政治委员杨勇、副团长张仁初、参谋长彭雄、政治处主任欧阳文[2]

- 苏鲁豫支队：队长彭明治、政治委员吴文玉、副支队长梁兴初

## 山东纵队

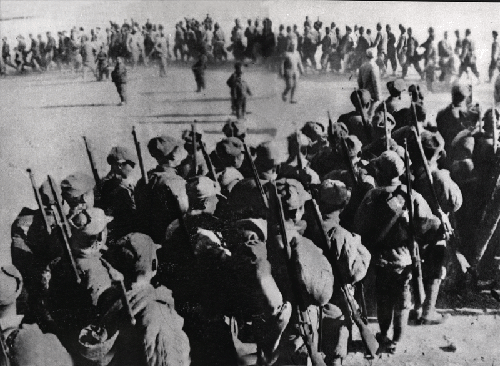
1938年12月，八路军山东纵队在沂水成立，图为山东纵队渡沂河奔赴抗日前线

山东纵队由1938年12月组建。指挥张经武、政治部主任江华、政治委员黎玉、参谋长王彬、供给部长马馥堂、卫生部长白备五

### 直属部队
- 特务团：团长陆升勋、政治委员王云生、政治处主任王永才
- 临郯独立团：团长薛浩、政治委员韩去非、副团长马菊人

### 第二支队
- 司令员刘涌、政治委员景晓村

### 第三支队
司令员马耀南、政治委员霍士廉、副司令员杨国夫、政治部主任鲍辉
- 特务团：团长潘建军、政治委员孙正、政治处主任李曼村
- 第七团：团长马晓云、政治委员马千里
- 第八团
- 第九团
- 第十团：团人李人凤、政治委员陈兴（罗文华代任）、政治处主任李希晨

### 第四支队
支队长廖容标、政治委员林浩、副司令员赵杰、参谋长王彬、政治部主任周赤萍
- 第一团：团长程绪润、政治委员刘居英
- 第二团：团长单洪、政治委员汪洋
- 第四团

### 第五支队

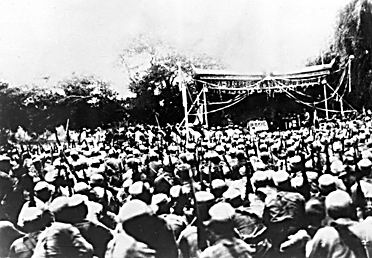
1938年八路军山东纵队第五支队在掖县召开成立大会

司令员高锦纯、政治委员宋澄、副司令员吴克华、参谋长赵锡纯、政治部主任宋竹庭、副主任于眉
- 直属第65团：团长李肇歧、政治委员王云九、副团长徐子明
- 第19旅：旅长高嵩、政治委员宋竹庭、参谋长王瀛洲、政治部主任李丙令
  - 第55团：团长李华、政治委员向东
  - 第61团：团长赵一萍、政治委员刘仲华、副团长阎世印
  - 第63团：团长于得水、政治委员张玉华、副团长陈子和
- 第21旅：旅长郑耀南、政治委员李耀文、政治部主任张加洛
  - 第62团：团长郑耀南（兼任）、政治委员李耀文（兼任）、副团长阎世印（兼任）、参谋长王兆林
  - 第64团：团长陈龙飞、政治委员翟瑞甫
- 第25旅：旅长刘万令、政治委员柳云光

### 第六支队
司令员何光宇、政治委员张北华、副司令员刘海涛、参谋主任马继孔、政治部主任李冠元
- 第1团：团长陈伯衡、政治委员刘星
- 第2团：团长刘志远（后为曹洪胜）、政治委员张谭（后为邹鲁风）
- 第3团：团长于会川、政治委员李文甫
- 独立团：团长武圣域、政治委员马亚鲁

### 鲁东游击指挥部（7、8支队）
指挥马保三、政治委员张文通、副指挥韩明柱、参谋长杨志雅、政治部主任赖萍
- 第1团：团长李福泽、政治委员张子明
- 第1团：团长何凤池、政治委员于晓峰
- 第1团：团长魏培德、政治委员王水周

### 第十二支队
支队长董慕仲、政治委员张刚、副支队长钱钧、政治部主任董少白

### 陇海南进支队
司令员钟辉琨、政治委员梁海波
- 人民抗日义勇队第1总队：总队长张光中、政治委员李乐平
- 人民抗日义勇队第2总队：总队长李贞乾、政治委员郭影秋、副总队长李发

## 第120师
120师师长贺龙、副师长萧克、政治委员兼政治部主任关向应、副主任甘泗淇、参谋长周士第。

### 师部

#### 司令部
- 参谋处：处长彭绍辉
  - 第一科：科长唐健伯
  - 第二科
  - 第三科：科长廖述云
  - 第四科：科长杜世兴
  - 军法处：处长黄新元

#### 政治处
- 组织部：部长朱明
- 宣传部
- 敌工部：部长何辉
- 民运部：部长刘亚球
- 锄奸部

- 供给部：部长陈希云
- 卫生部：部长刘运生

#### 直属部队
- 教导团：团长彭绍辉、政治委员冼恒汉、政治处主任梁仁芥
- 警备第6团：团长孙超群、政治委员张达志、政治处主任黄立清
- 大青山支队[4]：支队长李井泉、参谋长姚喆
- 独立第1支队：支队长杨嘉瑞、政治委员戴文彬、参谋长张秀龙、政治部主任朱民亲
- 雁北第6支队：支队长王宝珊、政治委员胡一新

### 358旅
358旅旅长张宗逊、副旅长李井泉（张平华代）、参谋长姚喆（喻楚杰代）、政治部主任张平化；
- 714团：团长顿星云、政治委员彭得大、参谋长张新华、政治处主任张世良；
- 716团：团长黄新廷、政治委员廖汉生、参谋长刘忠、政治处主任金如柏；
- 独立第1团：团长毛少先
- 独立第2团：团长张新华

### 359旅
359旅旅长兼政治委员王震、参谋长郭鹏、政治部主任袁任远、副主任王恩茂；
- 717团：团长刘转连、政治委员晏福生、副团长陈外欧、参谋长陈松岳、政训处主任罗保连；
- 718团：团长陈宗尧、副团长徐国贤、政治委员刘子奇、参谋长李迎希、政训处主任李铨；
- 719团：团长贺庆积、政治委员陈文彬、参谋长周三秀、政治处主任张云普

## 第129师

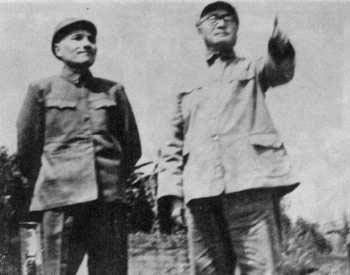
“刘邓不可分”：刘伯承与邓小平的亲密关系一向是中国共产党中党员团结互助的宣传典范

- 师长刘伯承、政治委员兼政治部主任邓小平、副师长徐向前、政治部副主任宋任穷（后刘志坚、蔡树藩任）、参谋长倪志亮（后李达任）[6]。

### 师部

#### 司令部
- 参谋处长李达
  - 第一科：科长文建武
  - 第二科：科长李茂思
  - 第三科：科长赵义京
  - 第四科：科长刘贤润（后曹振声）
  - 第五科：科长伍书普
  - 机要科：科长刘华清，副科长杨国玉
  - 教育科：科长黄新友
  - 后勤科：科长赖勤

#### 政治部
- 组织部：部长徐立清
- 教育部：部长刘志坚、文娱科长王新高
- 民运部：部长秦武山、民运科长袁克服
- 敌工部：部长项本立
- 锄奸部：部长邱积成
  - 第一科：科长钱益明
  - 第二科：科长杨怀珠
  - 第三科：科长丁武选
- 总务处：处长甘思和
  - 文印科：科长陈六顺
  - 管理科：科长林无芳
- 军法处：处长丁武选
- 直政部：主任彭雪桂、副主任曾广梅
- 军需处：处长徐林、政治委员赖勤

- 卫生部：部长钱信忠、政治委员周光坦、副主任肖德明

### 直属部队
- 随营学校（由教导团改编）：校长王才贵、政治委员兼政治部主任袁鸿化、参谋长梁成功
- 骑兵团：团长王国祥（后梁俊亭任）、政治委员邓永耀（后赵青山任）

### 第385旅
原第385旅留在陕北，1938年5月，129师在太行山区重组新第385旅旅部。旅长陈锡联、政治委员兼政治部主任谢富治、副旅长汪乃贵、参谋长范朝利、政治部副主任鲍先志、组织科长高捷成、教育科长漆远渥、民运科长白伟章、锄奸科长刘明辉。
- 第768团：团长王近山（孔庆德代）、政治委员兼政治处主任黄振堂、副团长孔庆德、参谋长范朝利
- 独立团：团长邹国厚、政治委员韩连生、副团长余品轩、政治处主任邓永耀
- 新兵团：政治处主任张南生
- 冀豫游击支队：司令员赵辉楼、政治委员谢富治（兼）、副司令员汪乃贵、参谋长范朝利、政治处主任赵月舫
  - 第1团：团长田应奎、政治委员赵彩银、副团长石质本、政治处主任宋兆祥
  - 第2团：团长孔庆德、政治委员李定灼、副团长宋肖轩、政治处主任王家善

### 第386旅
386旅旅长陈赓、政治委员陈再道（后王新亭）、参谋长李聚奎、政训处主任王新亭、副参谋长周希汉；
- 第772团：团长叶成焕（易良品代）、政治委员兼政治部主任肖永智、副团长易良品、参谋长王波；
- 补充团：团长韩东山、政治委员丁先国、副团长余伦胜、杨宏明、参谋长周希汉、政治处主任鲁加汉

### 第344旅
1938年2月24日，奉命转移到河北，归129师编制。旅长徐海东（后杨得志代）、政治委员黄克诚、副旅长杨得志、参谋长卢绍武、政治部主任崔田民、副主任谭甫仁
- 第687团：团长田守尧、政治委员吴信泉、政治处主任李雪三
- 第688团：团长陈锦绣（后韦杰任）、政治委员何柱成（后刘震任）、副团长覃建、参谋长张赤民、政治处主任刘昌恒
- 第689团：团长韩先楚、政治委员康志强、政治处主任黄惠良

### 青年抗日纵队（独立旅）
1938年5月，冀县青年抗日义勇军接受八路军领导，改编为第129师青年抗日游击纵队，同年8月与第771团等合编为青年抗日纵队。司令员段海洲、政治委员李聚奎、副司令员徐深吉、参谋长李茂思、政治部主任吴富善。
- 第1团：团长吴诚忠、政治委员王贵德、参谋长郑行衢、政治处主任夏祖盛
- 第2团：团长郑炳银（后陈子斌、王进前）、政治委员吴洪芳、副团长陈子斌、政治处主任李松霄
- 第3团：团长李继孔、政治委员刘福胜、副团长廖仲符、参谋长张鹤声、政治处主任孙卓夫
- 771团：团长徐深吉、政治委员吴富善、副团长吴诚忠、参谋长郑行衢、政训处主任王贵德；

### 晋冀豫军区
1938年4月成立，5月建立五个军区，对外称第129师后方司令部。司令员倪志亮、政治委员黄镇、副司令员王树声、政治部主任赖际发。
- 秦赖支队兼第1军分区：司令员秦基伟、政治委员赖际发、政治处主任朱效成
- 游击支队兼第2军分区：司令员桂干生、政治委员张贻祥
- 先遣支队兼第3军分区：司令员张贤约、政治委员张南生
- 挺进支队兼第4军分区：司令员张国权、政治委员谢家庆
- 独立游击支队兼第5军分区：司令员赵基梅、政治委员涂锡道

### 晋豫边支队
1938年4月28日成立，辖五个纵队。司令员唐天际、副司令员方升普。

### 东进纵队与冀南军区
1938年纵队成立，4月建立军区军分区，纵队兼军区。1938年12月，纵队与军区分开。军区司令员兼政治委员宋任穷，副司令员王宏坤、参谋长文建武、政治部主任王光华。
- 第1军分区：司令员冷赤哉（后徐绍恩）、政治委员李林、参谋长何济林、政治处主任李汉英
- 第2军分区：司令员楚大明（后周光策）、政治委员余品轩（后）
- 第3军分区：司令员耿协福（后宋树林）、政治委员周发田
- 第4军分区：司令员余伦胜、政治委员王心高
- 第5军分区：司令员葛贵斋、参谋长吴中焘、政治委员张俊峰

1938年12月，东进纵队从冀南军区独立出来，成立军部。司令员陈再道、政治委员宋任穷、副司令员王宏坤、参谋长文建武、政治部主任邓永耀。其中第1支队与赵勤甫支队合编为第一团；第2、4支队合编为第二团；第3支队合编为第三团。
- 第一团：团长徐绍恩、政治处主任李汉英
- 第二团：团长余伦胜、政治委员余品轩、政治处主任王心高
- 第三团：团长刘杰三、政治委员周发田、副团长双艺
- 津浦支队：支队长孙继先、政治委员王育民（后潘寿才任）
- 骑兵支队：支队长梁俊亭
- 第6支队：支队长刑仁甫
- 独立团：团长王筱石、政治委员肖盛光、副团长张贤廷、政治处主任王裕国（后吕子峨任）

### 八路军第五支队
由1938年2月24日从正太路北到晋东南，归129师编制。支队长曾国华、政治委员王叙坤、参谋长刘正、政治部主任刘贤权。
- 第4团：团长褚连三、政治委员朱廷宪
- 第5团：团长龙书金、政治委员曾庆洪
- 第6团：团长张策平、政治委员兰国清、政治处主任闫玉森

## 晋察冀军区
晋察冀军区成立于1937年11月，初期下辖四个军分区，之后逐步扩建。1938年5月，成立八路军第3纵队兼冀中军区，下辖四个军分区，同年九月继续扩编为五个。
司令员兼政治委员聂荣臻、参谋长唐延杰、政治部主任舒同、副参谋长郭天民、供给部部长查国祯、卫生部部长叶青山。

### 第1军分区兼第1支队
第1军分区兼第1支队，司令员兼政治委员杨成武、副司令员高鹏、政治部主任罗元发
- 第1团：团长陈正湘、政治委员王道邦
- 第2团：团长黄寿发、参谋长张如三
- 第3团：团长纪亭榭、政治委员袁升平、政治处主任王建中

### 第2军分区兼第2支队
第2军分区兼第2支队，司令员赵尔陆（后郭天民任）、政治委员赵尔陆、政治部主任朱潘显、副主任汪之力
- 第4大队：大队长李和辉、政治委员萧文玖、参谋长刁胜荣、政治部主任黄文
- 第5大队：大队长晨光、政治委员易猫、副大队长何能彬、政治部主任姚滨明
- 第6大队：大队长黄永胜、政治委员韩伟、参谋长刘东记、政治部主任智生元

### 第3军分区兼第4支队
第3军分区兼第4支队，司令员陈漫远、政治委员朱良才、副司令员黄永胜、参谋长刘少白
- 第10大队：大队长黄天明、政治委员梁达三、副大队长葛占龙、参谋长陈宗坤、政治部主任詹道奎
- 第11大队：大队长唐子安、政治委员杜文达、副大队长刘兴隆、参谋长陈惠忠、政治部主任郝玉明
- 第12大队：大队长李金才、政治委员李光辉、参谋长袁崇安、政治部主任贾其敏

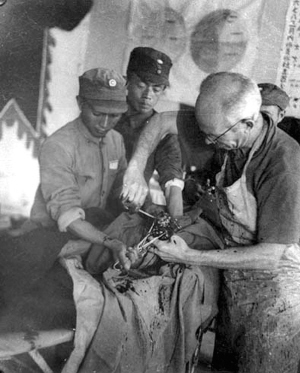
1938年，加拿大人白求恩在晋察冀军区对伤兵进行手术

### 第4军分区兼第5支队
第4军分区兼第5支队，司令员熊伯涛、政治委员刘道生
- 第7大队：大队长阮平、政治委员廖庆先
- 第8大队：大队长叶长庚
- 第9大队：大队长陈祖林、政治委员蒋树、参谋长王作藩

### 独立第1旅
- 独立第1旅：旅长高顺成（后王光文代）

### 晋察冀游击军（河北游击军）
1938年8月31日，正式授予番号。司令员李允声、副司令员王溥、参谋长罗润、政治部主任厉男

### 第三纵队兼冀中军区
八路军第三纵队兼冀中军区，于1938年5月由人民自卫军与冀中河北游击军合编而成，下辖第1、2、3、4军分区，依次兼第7、8、9、10支队。同年9月，成立第五分区，并兼独立第1支队。
司令员吕正操、政治委员王平、副司令员孟庆山、政治部主任孙志远。
- 第7支队兼第1军分区：司令员赵承金
  - 第19大队：大队长李亚峰
  - 第20大队：大队长肖治国
  - 第21大队：大队长刘从杰
  - 独立第2团：团长龙大巡

- 第8支队兼第2军分区：司令员于权伸
  - 第22大队：大队长杨出昔
  - 第23大队：大队长仆农
  - 第24大队：大队长翟家骏

- 第9支队兼第3军分区：司令员沙克
  - 第25大队：大队长马仕雷
  - 第26大队：大队长黎光裕

- 第10支队兼第4军分区：司令员孟庆山（兼）
  - 第28大队：大队长董庆云
  - 第29大队：大队长杨万伦
  - 第30大队：大队长刘享仑
  - 特务团：团长刘子厚
  - 独立第1团：团长贾承荣
  - 独立第2团：团长张漫声

- 独立第1支队兼第5军分区：司令员朱占魁
  - 第1大队：大队长刘承彦
  - 第2大队：大队长崔文炳
  - 第3大队：大队长曹玉振

- 独立第2支队：司令员柴恩波
  - 第1大队：大队长徐恩伯

- 独立第3支队：司令员赵玉昆
  - 第1大队：大队长马以然
  - 第2大队：大队长翟秀逢
  - 第3大队：大队长尹玉虽

- 独立第4支队：司令员高士一
  - 第1大队：大队长黄文征
  - 第2大队：大队长韩溪浅
  - 第3大队：大队长戈原艳

- 独立第5支队：司令员魏大光
  - 第1大队：大队长柴鸿
  - 第2大队：大队长徐盆树

- 回民支队：支队长马本斋
- 挺进总队：司令员赵东寰
- 民众抗日自卫军：司令员王长江、政治委员刘子奇、副司令员张存实
- 津南自卫军：司令员张仲瀚

### 八路军第四纵队

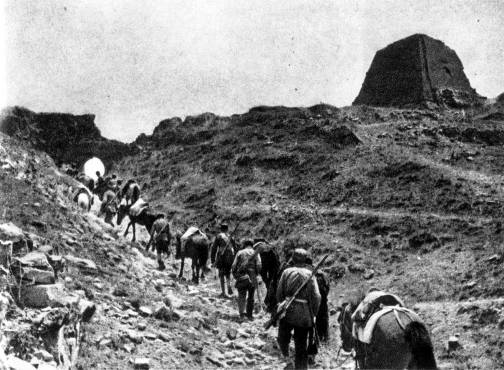
1938年6月，八路军挺进第四纵队挺入冀东，组织参加蓟东抗日武装大暴动

1938年5月，第120师雁北支队与晋察冀军区邓华支队合并，并组建八路军第四纵队，归晋察冀军区指挥。司令员宋时轮、政治委员邓华、参谋长李钟奇。
- 第11支队：司令员邓华（兼）
  - 第31大队：大队长季广顺
  - 第33大队：大队长陈仿仁
- 第12支队：司令员宋时轮（兼）
  - 第34大队：大队长肖思明
  - 第36大队：大队长唐家礼
  - 骑兵大队：大队长王振川
- 陈支队：大队长陈群
- 包支队：大队长包森
- 单支队：大队长单德贵
- 冀东抗日联军
- 平北游击支队
- 平西游击支队
- 房涞涿游击支队

## 陕甘宁留守兵团
1937年12月，八路军后方留守处改为留守兵团。各师驻后方部队（除770团外），先后改为警备团，纳入留守兵团建制。
- 司令员兼政委萧劲光、参谋长毕占云、副处长曹里怀、政治部主任莫文骅。

### 第385旅
旅长王宏坤（后王维舟任）、参谋长耿飚、政治部主任谢扶民
- 第770团：团长张才干、政治委员肖元礼、参谋长袁渊、政治处主任袁渊、政治处主任余非
- 警备第7团（原129师工兵营）：团长尹国赤、政治委员刘随春、政治处主任孙文彩

### 保安司令部
保安司令部，司令员高岗、副司令员周兴、参谋长谭希林、政治部主任吕振球
- 关中军分区，司令员张仲良、政治委员习仲勋、参谋长唐焕亭
- 庆怀军分区，司令员王世泰、政治委员马文瑞、参谋长张吉厚
- 三边军分区，司令员白守康、政治委员刘英勇、参谋长齐渭川
- 神府军分区，司令员黄罗斌、政治委员张秀山、参谋长杨文模

### 绥德警备司令部
绥德警备司令部，司令员陈奇涵、参谋长毕占云（兼）

### 直属部队[14][15]
- 警备第1团（原120师辎重营、炮兵营）：团长贺晋年、政治委员钟汉华、副团长李祥、政治处主任宋金泉
- 警备第2团（原129师特务营）：团长周球保、政治委员甘渭汉、参谋长和随书
- 警备第3团（原129师炮兵营）：团长阎红彦、政治委员杜平、政治处主任林忠照
- 警备第4团（原115师辎重营、炮兵营）：团长陈先瑞、政治委员罗志敏、副团长兼参谋长刘国祯、政治处主任刘守斋
- 警备第5团（原120师特务营）：团长白志文、政治委员李宗贵、政治处主任李太元
- 警备第6团（原120师工兵营，改归120师指挥）：团长孙超群、政治委员张达志、政治处主任黄立清
- 警备第8团（原120师359旅718团）：团长文年生、政治委员帅荣、副团长龙将元、政治处主任邓利亚
- 骑兵团：团长孔令甫、政治委员马泽迎、政治处主任余勋光